# Penaforte
Penaforte is een gemeente in de Braziliaanse deelstaat Ceará. De gemeente telt 8.168 inwoners (schatting 2009).